# ویکتوری ۳
ویکتوری ۳ (به انگلیسی: Victory III) یک کشتی بود که طول آن ۶۰ فوت ۰ اینچ (۱۸٫۳ متر) بود.